# Парламентские выборы в Антигуа и Барбуде (1946)
Парламентские выборы в Антигуа и Барбуде впервые были проведены 26 июля 1946 года.
Выборы проводились на условиях ограниченного избирательного права, и только тем, кто владел собственностью, разрешалось баллотироваться на выборах в законодательный орган. Профсоюзы Антигуа (ATLU) выбрали пятерых своих членов, которые соответствовали имущественным критериям, в качестве представителей профсоюзов. Все они были избраны, поскольку кандидаты, поддерживаемые профсоюзами, получили 82 % голосов.
Одним из пяти был будущий премьер-министр Антигуа и Барбуды Вир Берд, который впервые вошел в законодательный орган Антигуа и Барбуды на выборах в 1945 году.